# Цубої Томоя
Цубої Томоя (яп. 坪井智也; 25 березня 1996, Хамамацу, Сідзуока) — японський боксер, чемпіон світу серед аматорів.

## Боксерська кар'єра
На чемпіонаті Азії 2015 в категорії до 49 кг програв у другому бою Хасанбою Дусматову (Узбекистан).
На чемпіонаті світу 2015 програв у другому бою Ганхуягийн Ган-Ердене (Монголія).
На Азійських іграх 2018 програв у другому бою Теміртасу Жусупову (Казахстан).
На чемпіонаті світу 2021 в категорії до 54 кг став чемпіоном.
- В 1/16 фіналу переміг Мануеля Каппаї (Італія) — 5-0
- В 1/8 фіналу переміг Шахобідіна Зоїрова (Узбекистан) — 3-2
- В 1/4 фіналу переміг Джабалі Бріді (Барбадос) — 5-0
- В 1/2 фіналу переміг Білала Беннама (Франція) — 4-1
- У фіналі переміг Махмуда Собирхана (Казахстан) — 5-0

На чемпіонаті Азії 2022 завоював бронзову медаль в категорії до 51 кг, програвши у півфіналі Сакену Бібосинову (Казахстан).
На чемпіонаті світу 2023 переміг Василя Єгорова (Росія) і Давида Каранжа (Кенія), а у чвертьфіналі програв Хасанбою Дусматову (Узбекистан).